# USS LST-636
O USS LST-636 foi um navio de guerra norte-americano da classe LST que operou durante a Segunda Guerra Mundial.